# (8852) Buxus
(8852) Buxus es un asteroide perteneciente al cinturón de asteroides, descubierto el 8 de abril de 1991 por Eric Walter Elst desde el Observatorio de La Silla, Chile.

## Designación y nombre
Designado provisionalmente como 1991 GG6. Se le denomina así por las Buxaceae, la familia de los boj, con cuatro o cinco géneros y unas 60 especies de árboles y arbustos de hoja perenne. El Buxus sempervirens (boj inglés) tiene hojas muy pequeñas y se utiliza para setos y borduras.

## Características orbitales
Buxus está situado a una distancia media del Sol de 2,287 ua, pudiendo alejarse hasta 2,702 ua y acercarse hasta 1,872 ua. Su excentricidad es 0,182 y la inclinación orbital 4,120 grados. Emplea 1263,26 días en completar una órbita alrededor del Sol.

## Características físicas
La magnitud absoluta de Buxus es 14,07. 